# Памбак (Гегаркунік)
Памбак (вірм. Փամբակ) — село в марзі Гегаркунік, на сході Вірменії. Село розташоване на березі озера Севан, на північний захід від міста Варденіс та південний схід від міста Чамбарак. В селі є церкви, каравансарай та цвинтарі.